# Non l'hanno mai saputo
Non l'hanno mai saputo (He Never Knew) è un cortometraggio muto del 1914 diretto da Ralph Ince.

## Produzione
Il film fu prodotto dalla Vitagraph Company of America.

## Distribuzione
Distribuito dalla General Film Company, il film - un cortometraggio in due bobine - uscì nelle sale cinematografiche statunitensi il 14 aprile 1914.